# Pirisaaret
Pirisaaret är en ö i Finland. Den ligger i sjön Ala-Rieveli och i kommunen Heinola i den ekonomiska regionen  Lahtis ekonomiska region  och landskapet Päijänne-Tavastland, i den södra delen av landet, 140 km nordost om huvudstaden Helsingfors. Öns area är 4,5 hektar och dess största längd är 290 meter i sydväst-nordöstlig riktning.  Notera att namnet antyder att det är fråga om flera öar.